# Suak Seukee
Suak Seukee is een bestuurslaag in het regentschap Aceh Barat van de provincie Atjeh, Indonesië. Suak Seukee telt 393 inwoners (volkstelling 2010).